# Hickory Grove Township (Missouri)
Hickory Grove Township est un township, situé dans le comté de Warren, dans le Missouri, aux États-Unis,.
Le township est fondé en 1839 et baptisé en référence à une communauté disparue, autrefois située dans ses frontières.

### Source de la traduction
- (en) Cet article est partiellement ou en totalité issu de l’article de Wikipédia en anglais intitulé « Hickory Grove Township, Warren County, Missouri » (voir la liste des auteurs).